# Аарон Аппіндангоє
Аарон Аппіндангоє (фр. Aaron Appindangoyé; нар. 20 лютого 1992) — габонський футболіст, захисник турецького «Сівасспора».
Виступав, зокрема, за клуби «Мунана», «Евіан», «Лаваль» та «Умранієспор», а також національну збірну Габону.

## Клубна кар'єра
У дорослому футболі дебютував 2010 року виступами за команду клубу «Мунана», в якій провів п'ять сезонів.
Протягом 2015 року захищав на умовах оренди кольори команди клубу «Боавішта».
Своєю грою за останню команду привернув увагу представників тренерського штабу клубу «Евіан», до складу якого приєднався також на орендних правах 2015 року. Відіграв за команду з Гаяра наступний сезон своєї ігрової кар'єри. Більшість часу, проведеного у складі «Евіана», був основним гравцем захисту команди.
До складу клубу «Лаваль» приєднався 2016 року. Зіграв за команду з Лаваля 20 матчів в національному чемпіонаті.
У 2017 році уклав контракт з турецьким «Умранієспор».

## Виступи за збірну
У 2012 році дебютував в офіційних матчах у складі національної збірної Габону. Наразі провів у формі головної команди країни 52 матчі, забивши 2 голи.
У складі збірної був учасником Кубка африканських націй 2015 року в Екваторіальній Гвінеї, Кубка африканських націй 2017 року у Габоні.

## Титули і досягнення
- Володар Кубка Туреччини (1):

«Сівасспор»: 2021-22